# Ungarische Eishockeyliga 1987/88
Die Saison 1987/88 war die 51. Spielzeit der ungarischen Eishockeyliga, der höchsten ungarischen Eishockeyspielklasse. Meister wurde zum insgesamt 13. Mal in der Vereinsgeschichte Újpesti Dózsa SC.

## Modus
In der Hauptrunde absolvierte jede der sieben Mannschaften insgesamt 24 Spiele. Die beiden Erstplatzierten qualifizierten sich für das Meisterschaftsfinale. Für einen Sieg erhielt jede Mannschaft zwei Punkte, bei einem Unentschieden gab es einen Punkt und bei einer Niederlage null Punkte.

## Hauptrunde

### Tabelle
|    | Klub                      | Sp | S  | U | N  | Tore   | Punkte |
| -- | ------------------------- | -- | -- | - | -- | ------ | ------ |
| 1. | Újpesti Dózsa SC          | 24 | 21 | 2 | 1  | 241:55 | 44     |
| 2. | Ferencvárosi TC           | 24 | 21 | 0 | 3  | 175:53 | 42     |
| 3. | Alba Volán Székesfehérvár | 24 | 12 | 1 | 11 | 110:96 | 25     |
| 4. | Miskolci Kinizsi          | 24 | 10 | 1 | 13 | 77:99  | 20*    |
| 5. | Dunaújvárosi Kohász       | 24 | 9  | 1 | 14 | 82:170 | 18*    |
| 6. | Jászberényi Lehel SE      | 24 | 6  | 1 | 17 | 65:141 | 13     |
| 7. | Liget SE Budapest         | 24 | 2  | 0 | 22 | 53:189 | 3*     |

Sp = Spiele, S = Siege, U = unentschieden, N = Niederlagen, OTS = Overtime-Siege, OTN = Overtime-Niederlage, SOS = Penalty-Siege, SON = Penalty-Niederlage
- (Miskolci Kinizsi, Dunaújvárosi Kohasz und Liget SE Budapest wurde je ein Punkt abgezogen)

## Playoffs

### Spiel um Platz 5
- Dunaújvárosi Kohász – Jászberényi Lehel SE 2:7/1:7

### Spiel um Platz 3
- Alba Volán Székesfehérvár – Miskolci Kinizsi 2:0/6:2

### Finale
- Újpesti Dózsa SC – Ferencvárosi TC 2:1 (2:1, 4:5, 7:0)